# وسام جوقة الشرف
وسام جوقة الشرف (بالفرنسية: Légion d'honneur) أو وسام جوقة الشرف الوطني (بالفرنسية: Ordre national de la Légion d'honneur) أو الليجيون دونور هو وسام فرنسي أنشأه نابليون بونابرت القنصل الأول للجمهورية الفرنسية الأولى في 19 مايو 1802. وهو أعلى تكريم رسمي في فرنسا، وينقسم إلى 5 رتب هي:
- رتبة فارس Chevalier
- رتبة ضابط Officier
- رتبة قائد Commandeur
- رتبة قائد عظيم Grand Officier
- رتبة الصليب الأكبر Grand'Croix

شعار هذا الوسام هو «الشرف والوطن» (بالفرنسية: Honneur et Patrie) وتقام مراسم منحه في قصر جوقة الشرف (بالفرنسية: Palais de la Légion d'Honneur) الواقع على الضفة اليسرى لنهر السين في باريس.

## حاصلون على الوسام
- نايف بن عبد العزيز آل سعود ولي العهد السعودي الأسبق ووزير الداخلية الأسبق.
- لويس بوزان، برتبة فارس سنة 2003م.
- ماري لولر مؤسست فرونت لاين ديفندرز (منظمة الخط الأمامي) برتبة فارس سنة 2013.
- المهندس طارق الملا - وزير البترول والطاقة في مصر برتبة فارس سنة 2017.
- تشارلي تشابلن، برتبة قائد.
- فاروق مردم بك عام 2018.[5]
- فيروز مغنية لبنانية عام 2020 من رتبة كومندور.
- محمد بن عرفة- سلطان مغربي نصب لفترة وجيزة على عرش المملكة الشريفة من قبل المستعمر الفرنسي إبان الحماية الفرنسية على المغرب بعد نفي السلطان الشرعي محمد الخامس عام 1953 حيث مكث بالحكم سنتين فقط إلى عام1955 تاريخ عودة سلطان المغرب محمد الخامس، معلنا استقلال البلاد.
- الفريق الأول الطيار الركن حامد عطية المالكي قائد طيران الجيش العراقي.[6][7]
- لولوه صالح الملا شخصية كويتية سياسية بارزة حاصلة على سام جوقة الشرف برتبة ضابط عام 2017 لمسيرتها الطويلة في الدفاع عن حقوق المرأة والإنسان ودورها البارز في المجتمع المدني.
- لولوة القطامي ناشطة كويتية في المجال الإنساني والتطوعي.[8]
- مشعل الأحمد الجابر الصباح برتبة قائد سنة 2019م. [9]
- تييري هنري سنة 1998م.
- صاحب السمو الشيخ الدكتور سلطان بن محمد القاسمي، عضو المجلس الأعلى للاتِّحاد الفدرالي، حاكم الشارقة برتبة قائد اعلى في عام 2023م.
- زينب حمدان سنة ٢٠٢٣ برتبة فارس
- عبد اللطيف الحموشي، وسام جوقة الشرف من درجة فارس سنة 2011[10]، و وسام جوقة الشرف من درجة ضابط سنة 2015.[11]